# 吴卿风
吴卿风（2003年1月28日—），浙江省绍兴市人，中国游泳运动员。2018年雅加达亚运会上，吴卿风获得女子4×100米自由泳接力银牌。
2019年吴卿风参加了在韩国光州举行的2019年世界游泳锦标赛女子50米自由泳比赛。未晋级半决赛。
2021年在东京奥运会女子4×100米自由泳接力决赛中，程玉洁、朱梦惠、艾衍含和吴卿风组成的中国队以3分34秒76的成绩获得第7名，打破亚洲纪录。